# Pseudohaustorius americanus
Pseudohaustorius americanus is een vlokreeftensoort uit de familie van de Haustoriidae. De wetenschappelijke naam van de soort is voor het eerst geldig gepubliceerd in 1908 door Pearse.